# Operacja Spring
Operacja Spring – wojskowa operacja ofensywna przeprowadzona przez II Korpus Kanadyjski podczas kampanii normandzkiej w dniach 25–27 lipca 1944 r. Według planu akcja miała wywrzeć nacisk na siły niemieckie działające naprzeciwko brytyjskiego i kanadyjskiego odcinka frontu, a jednocześnie odwrócić uwagę od amerykańskiej operacji ofensywnej, znanej jako operacja Cobra, głównej próby przełamania frontu w Normandii. Taktycznym celem operacji Spring było zdobycie wzgórza Verrières i miast na jego południowym zboczu. Jednak silna niemiecka obrona, a także ścisłe przestrzeganie doktryny obronnej opartej na nieustannych kontratakach, zatrzymały aliancką ofensywę już pierwszego dnia, zadając ciężkie straty siłom anglo-kanadyjskim i nie dopuszczając do przerwania linii frontu we wschodniej części Normandii.

## Tło sytuacyjne
Miasto Caen zostało zdobyte 19 lipca 1944 r. w ramach operacji Goodwood, po sześciu tygodniach trwania wojny pozycyjnej w całej Normandii. Około 8 kilometrów na południe od Caen, strategicznie położone wzgórze Verrières nadal pozostawało jednak w rękach wroga i blokowało bezpośredni atak sił alianckich na Falaise. Pierwsze próby zdobycia wzgórza podczas operacji Goodwood zostały udaremnione przez I Korpus Pancerny SS dowodzony przez gen. Seppa Dietricha. 20 lipca 1944 r. II Korpus Kanadyjski pod dowództwem gen. Guya Simondsa podjął próbę podobnej ofensywy pod kryptonimem operacja Atlantic. Mimo początkowych sukcesów, silne kontrataki dywizji pancernych Dietricha spowodowały, że natarcie utknęło w martwym punkcie, przynosząc aż 1349 ofiar wśród sił kanadyjskich.

## Plan
Operacja Spring, rozumiana jako druga faza operacji Atlantic, zakładała od żołnierzy pułku Calgary Highlanders wymarsz z Saint-Martin w celu zdobycia May-sur-Orne i mniejsze wzgórze Bourguebus, zabezpieczając w ten sposób obie flanki wzgórza Verrières. W trzeciej fazie pułk Black Watchmiał się przemieścić ze Wzgórza 61 do Saint-Martin, zgromadzić siły i zaatakować wzgórze Verrières przy wsparciu czołgów oraz artylerii . W czwartej fazie Simonds miał pchnąć główne siły pancerne i artylerię, aby dotarły do ostatecznych celów na południe od wzgórza, tworząc wybrzuszenie w niemieckich liniach i zwiększając szansę na przełamanie frontu w Normandii. Każda faza planu wymagała precyzyjnego wykonania. Jeśli którakolwiek z nich zakończyłaby się niepowodzeniem, mogło to doprowadzić do całkowitej katastrofy.

## Niemieckie przygotowania
Niemcy spodziewali się kolejnych ataków na wzgórze Verrières i w konsekwencji wzmocnili jego obronę w dniach poprzedzających kanadyjską ofensywę. Do zmierzchu 24 lipca przeniesiono do tego sektora 480 czołgów, 500 dział polowych i cztery bataliony piechoty. System Ultra przechwycił niemieckie meldunki sygnalizujące znaczne ruchy wojsk w tej okolicy i dostarczył je do kwatery głównej Simondsa, chociaż nie wiadomo, czy powiadomienie do niego dotarło.

## Bitwa

### Faza I

Schemat operacji Spring

25 lipca o godz. 3:30 żołnierze pułku The North Nova Scotia Highlanders zaatakowali Tilly-la-Campagne. Simonds opracował złożony system oświetlenia wykorzystujący wiązki światła reflektorów odbijające się od chmur, pozwalając w ten sposób nacierającym wojskom zobaczyć pozycje wroga w nocy. Jednak oznaczało to również, że atakujący Kanadyjczycy były doskonałymi celami dla niemieckich obrońców i zostali zmuszeni do zaciekłej walki o zdobycie każdej pozycji. Do godz. 4:30 kompanie idące na szpicy wystrzeliły flary, co wskazywało na to, że ich cele zostały zdobyte. W ciągu następnej godziny płk Charles Petch zaczął wysyłać jednostki czekające w odwodzie do wioski, aby wesprzeć siły pierwszego rzutu w oczyszczeniu jej z ostatnich niemieckich obrońców.
Na zachód od nich, pułk The Royal Hamilton Light Infantry, choć napotkał początkowo opór, zdołał zabezpieczyć wioskę Verrières do 5:30. O godz. 7:50 ppłk John Rockingham poinformował Simondsa, że jego batalion mocno okopał się w strefie docelowej.

### Faza II

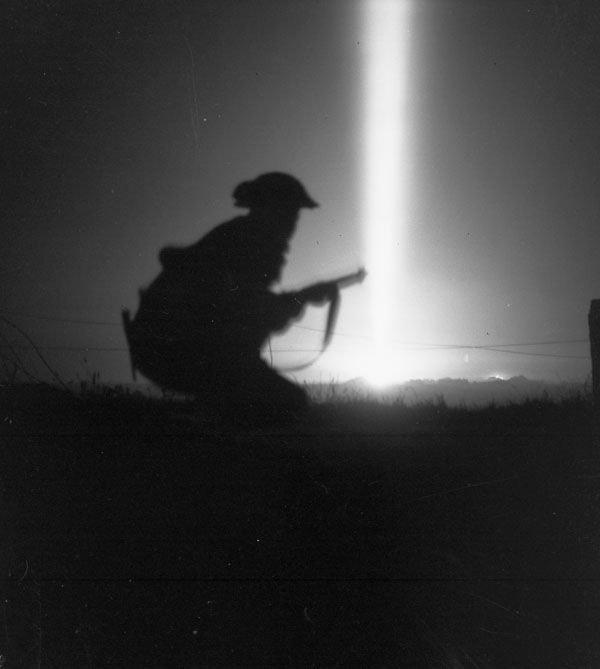
Kanadyjski żołnierz podczas nocnego ataku

25 lipca Calgary Highlanders podjęli próbę ataku na May-sur-Orne i wzgórze Bourguebus, ale odkryli, że strefa zbiórki w Saint-Martin była nadal pod kontrolą wojsk niemieckich. Dwie kompanie Calgary Highlanders ominęły więc Saint-Martin i dotarły na obrzeża May-Sur-Orne. Potem utracono kontakt radiowy i obie kompanie poniosły wiele strat. Późnym rankiem żołnierze z pułku Calgary Highlanders zabezpieczyli Saint-Martin, a następnie zaatakowali wzgórze Bourguebus. Po dwóch kosztownych i bezskutecznych atakach walczyli już tylko o utrzymanie May-Sur-Orne.

### Faza III
Faza III wymagała starannego zarządzania czasem. Dwie próby ataku w wykonaniu pułku Essex Scottish i pułku South Saskatchewan były kosztownymi niepowodzeniami. Tymczasem w przypadku pułku Black Watch od samego początku wszystko poszło nie tak. Ich wsparcie pancerne i artyleryjskie nie dotarło na miejsce na czas (a kiedy to się stało, zostało zniszczone przez celny niemiecki ogień), a sami żołnierze Black Watch spóźnili się cztery godziny do miejsca zbiórki w Saint-Martin – wpadli na bardzo ciężki opór Niemców podczas przemarszu ze wzgórza 61 do wioski. Kiedy zaatakowali wzgórze Verrières, zostali poddani okrutnemu kontratakowi z trzech stron (obszar „fabryki” na południe od Saint-Martin, wzgórze Verrières i jednostki niemieckie po drugiej stronie rzeki Orne). W ciągu kilku minut komunikacja zerwała się, a Black Watch straciła wszystkich żołnierzy, oprócz 15, którzy po tej walce byli w stanie iść o własnych siłach. To był najkrwawszy dzień dla sił kanadyjskich od czasów rajdu na Dieppe.

### Niemieckie kontrataki

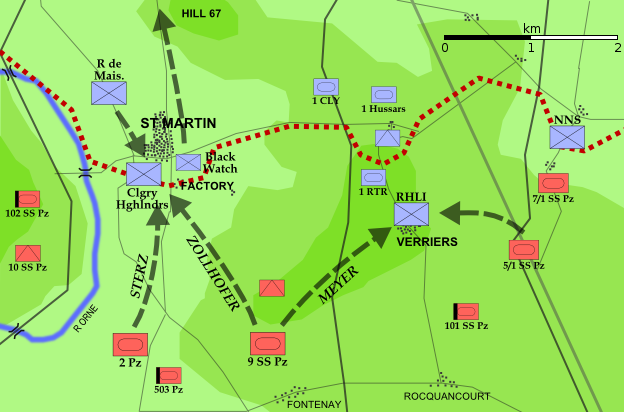
Schemat niemieckich kontrataków po zakończeniu operacji Spring

Przez kilka dni siły niemieckie, głównie 9 i 12 Dywizji Pancernej SS, nieustannie nacierały na kanadyjskie pozycje zdobyte podczas operacji Spring. Pułk Calgary Highlanders ostatecznie wycofał się z May-sur-Orne, a pułk The North Nova Scotia Highlanders został wyparty z Tilly-la-Campagne. Siły niemieckie natychmiast zaatakowały także wioskę Verrières, ale zostały odparte. Przez następne dwa dni Kanadyjczycy walczyli z wielkim męstwem, aby obronić wzgórze, odpierając kilkadziesiąt kontrataków. Rockingham oparł swoją obronę na dobrze rozmieszczonych działach przeciwpancernych i karabinach maszynowych, walcząc z siłami dwóch dywizji pancernych. Finalnie niemieckim kontratakom udało się zmusić pułki Queen's Own Cameron Highlanders of Canada, Calgary Highlanders oraz Black Watch do wycofania się z May-sur-Orne i Saint-Martin. Kompania wsparcia Black Watch i Calgary Highlanders ponieśli wiele strat, ponieważ zostali zmuszeni do wycofania się ze swoich pozycji.

## Następstwa
Amerykańska operacja Cobra rozpoczęła się tego samego dnia w ścisłej koordynacji z siłami anglo-kanadyjskimi, a naczelne dowództwo Wehrmachtu nie było pewne, która z tych operacja była główną próbą przełamania frontu. Operacja Spring była uważana za ważniejszą przez około dwa dni, ze względu na znaczenie, jakie przywiązywali Niemcy do utrzymania terenu na południe od Caen, zanim zdali sobie sprawę, że to Cobra była główną operacją aliantów i przenieśli cześć sił na zachód. Wówczas jednak front w zachodniej Normandii został już przerwany. Operacja Totalize i Tractable przeprowadzone przez oddział brytyjskie, kanadyjskie i polskie w sierpniu zdobyły znacznie więcej terenów napotykając na mniejszy opór ze strony nieprzyjaciela . Oficjalna historia armii kanadyjskiej określa operację Spring jako „atak wstrzymujący”, bo choć została przeprowadzona z celami ofensywnymi, to jej głównym założeniem było opóźnienie przesunięcia sił niemieckich na zachód: 

Częściowo dzięki temu, że kontynuowano ciężkie walki w sektorze Caen, niemieckie dowództwo nie doceniało fundamentalnego znaczenia amerykańskiego ataku na zachodzie. Obawa Montgomery' ego, że „falstart” operacji Cobra 24 lipca, kiedy zła pogoda spowodowała zawieszenie działań po rozpoczęciu bombardowania, zdradził jego plan, okazała się bezpodstawna; Niemcy byli zaślepieni do tego stopnia, że uwierzyli, iż Amerykanie podjęli próbę przełamania, ale to ich opór powstrzymał ofensywę. Kiedy amerykański VII Korpus rozpoczął prawdziwy atak, po zmasowanym uderzeniu ciężkich bombowców 25 lipca, minął cały dzień, zanim zrozumiano powagę sytuacji. Następnie, 26 lipca po południu, von Kluge poprosił pilnie o dywizję pancerną z Grupy Armii G na południu Francji, aby pomóc mu powstrzymać Amerykanów. Jednocześnie postanowił wziąć dodatkowe dywizje piechoty z 15 Armii stacjonującej na północ od Sekwany. Ale oba te obszary były zbyt odległe, aby zapewnić natychmiastową pomoc; i dopiero rano 27 lipca von Kluge zezwolił na ruch wojsk z sąsiedniego frontu 2 Armii Brytyjskiej. Następnie polecił, by 2 Dywizja Pancerna i kwatera główna XLVII Korpusu Pancernego najszybciej, jak się da, przemieściły się na południe od Saint-Lô. Później tego samego dnia rozkazano również 116 Dywizji Pancernej przesunąć się na zachód. Ale było już za późno, aby zapobiec amerykańskiemu przełamaniu frontu. Tego samego dnia „miały miejsce decydujące działania operacyjne”. Tego wieczora amerykańska 1 Dywizja Piechoty była już na obrzeżach Coutances. To istotne opóźnienie w przemieszczeniu niemieckich sił o 48 godzin dzięki krwawej łaźni w operacji Spring pomogło w przełamaniu frontu; chociaż ta operacja z pewnością nie tylko wzmocniła i tak już potężny efekt operacji Goodwood i Atlantic. Operacja Spring była zaledwie ostatnim i nie najmniej kosztownym epizodem długiego „ataku powstrzymującego”, który siły brytyjskie i kanadyjskie przeprowadziły zgodnie z planem Montgomery' ego, aby stworzyć okazję do decydującego ciosu w przeciwległą flankę przyczółka. Istniała pilna potrzeba strategiczna; na co zwrócił pilną uwagę Najwyższy Dowódca Alianckich Sił Ekspedycyjnych w swoich komunikatach do Montgomery' ego. Okazja do przełamania frontu została wywalczona właśnie w tym momencie i kolumny amerykańskie, prący naprzód na południe od Saint-Lô, w pełni ją wykorzystały. Jednak ciężkie walki na froncie pod Caen jeszcze się nie skończyły